# Conversione genica
La conversione genica può essere una conseguenza della ricombinazione omologa. 
Prendendo in considerazione una cellula con genotipo Aa. Su un omologo avremo l'allele (A) mentre sull'altro omologo avremo l'allele (a). Dopo la fase S del ciclo cellulare il corredo cromosomico risulterà duplicato a avremo una cellula con genotipo AAaa.
Se non si verifica conversione genica otterremmo quattro gameti, due con l'allele (A) e due con l'allele (a). 
Nel caso si verificasse conversione genica potremmo avere gameti con genotipo Aaaa oppure AAAa.
Esistono due modi in cui si può verificare conversione genica:
Riparazione dei DSB (rotture del doppio filamento dell'elica di DNA):
Se l'allele è molto vicino al sito di rottura del filamento, potrebbe essere digerito dall'esonucleasi che degrada il filamento. Successivamente il filamento parzialmente degradato invaderà il DNA del cromosoma omologo, contenente la sequenza per l'allele (a) e si appaierà con esso per effettuare ricombinazione, una DNA polimerasi utilizzerà proprio il filamento omologo e quindi copierà la sequenza codificante per l'allele (a). Quindi verrà perso l'allele (A) e avremo due cromosomi omozigoti aa.
Riparazione dei mismatch:
Durante il processo replicativo del DNA può succedere che nel filamento di nuova sintesi venga aggiunto dalla DNA polimerasi un nucleotide sbagliato, creando appunto un appaiamento sbagliato tra le basi. Questi errori vengono detti mismatch. I mismatch vengono corretti creando un nick in prossimità dell'errore sul filamento di DNA, ciò viene effettuato da specifici enzimi infine un esonucleasi provvede a processare il DNA partendo dall'estremità del nick in direzione 3' → 5'.
Successivamente l estremità 3' -OH lasciata libera dall'esonucleasi funge da stampo per la DNA polimerasi che sintetizza un nuovo filamento correggendo l'appaiamento sbagliato.
La scelta del filamento su cui creare il nick e degradare la sequenza di DNA contenente l'appaiamento sbagliato è scelto in modo casuale dall'enzima. Quindi se si verifica un mismatch nella sequenza codificante l'allele (A), quest'ultima verrà degradata dall'esonucleasi e verrà successivamente copiata la sequenza codificante l'allele (a) presente sul cromosoma omologo.